# Jaromír Jodas
Jaromír Jodas (20. září 1898 Žižkov – 27. února 1974 Mladá Boleslav) byl český a československý politik Československé sociální demokracie a poválečný poslanec Prozatímního Národního shromáždění.

## Biografie
Od mládí se angažoval v sociální demokracii a v její tělovýchově. Byl členem Dělnické tělocvičné jednoty. Od roku 1919 působil jako úředník nemocenské pojišťovny v Nových Benátkách, kde organizoval kulturní večery, přednášky a cvičení DTJ. V roce 1945 se stal členem MNV. Později působil v Mladé Boleslavi. V květnu 1945 se podílel na přebírání moci do rukou československých orgánů v Mladé Boleslavi.
V letech 1945–1946 byl poslancem Prozatímního Národního shromáždění za ČSSD. Poslancem byl do parlamentních voleb v roce 1946.